# Kokatrice

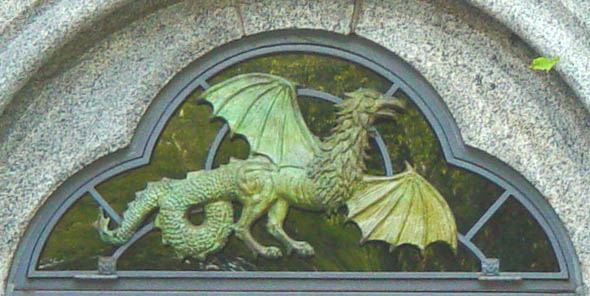
Kokatrice nad dveřmi do Belvedere Castle (z roku 1869) v Central Parku v New Yorku.

Kokatrice (anglicky Cockatrice, francouzsky Cocatrix, anglosasky kokatrice), někdy překládáno jako kurolišek je mytologický tvor, jenž se podobá dvojnohému drakovi nebo wyverně s hadím tělem a s kohoutí hlavou. Profesor Laurence Breiner popsal kokatrici jako „ozdobu dramatu a poezie alžbětinské doby“ a po staletí se hojně vyskytovala v anglických mýtech a myšlení. Dle nich se kokatrice vylíhne ze slepičího vejce, o které pečovala ropucha nebo had.
Kokatrice byla v průběhu věků často zaměňována za baziliška, neboť si jsou oba tvorové dle vyobrazení, popisu i schopností podobní. Ve středověké literatuře docházelo ke zmatkům i kvůli omylům v překladech, rovněž překlad do češtiny byl obvykle proveden směrem cockatrice → bazilišek. V moderní fantasy jsou bazilišek a kokatrice (resp. kurolišek) zřetelně různé druhy fiktivních živočichů.

## Legenda

### Původ
V anglické literatuře se kokatrice vyskytuje od 14. století v prvních verzích překladu Bible od Johna Wycliffa, kde bylo použito v některých hebrejských výrazech v Knize Izajáš (11., 14. a 59.).
Dle Oxfordského slovníku angličtiny je název odvozen ze staré francouzštiny (cocatris), který je dále odvozen ze středověké latiny (calcatrix), jež představuje překlad řeckého Ichneumon, což znamená stopař. Legenda z 12. století vychází z díla Plinia staršího Naturalis historia, kde ichneumon vyčkává na otevření krokodýlí tlamy, aby pták z rodu Trochilus mohl vniknout dovnitř a vyčistit mu zuby.
Dle popisu z 15. století od španělského cestovatele Pedra Tafura, jenž navštívil a studoval Egypt, představuje cocatriz naopak právě krokodýla nilského, kterému neunikne žádné zvíře ani člověk, ale mají strach z buvolů.
Alexander Neckam ve svém díle De naturis rerum z roku cca 1180 popisoval baziliška (latinsky basiliscus) jako tvora vylíhnutého z vejce sneseného kurem, které vysedí ropucha (jako náhrada za ropuchu je přípustný had). Kokatrice je dle díla De proprietatibus rerum z roku cca 1260 od Bartoloměje Angličana pak považována za synonymum k baziliškovi, a to zásluhou překladu z latiny do angličtiny v roce 1397 od John Trevisy. Tato legenda o vylíhnutí baziliška/kokatrice má pravděpodobně egyptský původ, podle jejichž pověr byla vejce ibisů pravidelně ničena ze strachu, že se z nich vylíhnou „ptačí hadi“, pokud ibisové utrpí otravu jedem při konzumaci jedovatých hadů.

### Schopnosti
Dle legend mají kokatrice schopnost zabíjet lidi buď pouhým pohledem na ně, tzn. „smrtícím okem kokatrice“ (anglicky the death-darting eye of Cockatrice), nebo pouhým dotykem, popř. dýchnutím.
V pozdně středověkém Bestiáři se píše, že jediným druhem, který je netečný vůči účinkům pohledu kokatrice, je mustela, tedy všechny lasicovité a kunovité šelmy. Také se věřilo, že kokatrice může zemřít, pokud uslyší kohoutí kokrhání a dle legendy kokatrici určitě zabije, pokud se na sebe podívá do zrcadla, což má být jedním z mála spolehlivých způsobů jejich likvidace.

## V kultuře, umění a fantasy
Ve originálním díle Williama Shakespeara se kokatrice vyskytuje ve hrách Richard III. a Romeo a Julie, kde zmiňuje její schopnost očima způsobit smrt.
- V Richardovi III. přirovnává vévodkyně z Yorku svého syna Richarda ke kokatrici:[15]

| „ | O ill-dispersing wind of misery! O my accursed womb, the bed of death! A cockatrice hast thou hatch'd to the world, Whose unavoided eye is murderous. | “ |

- V Romeovi a Julii mluví Julie ve třetím jednání, scéně druhé na 47. řádku o kokatrici:[11]

| „ | Hath Romeo slain himself? Say thou but 'Ay,' And that bare vowel 'I' shall poison more Than the death-darting eye of cockatrice. | “ |

Ve videohře Golden Axe je kokatrice využitá jako zvíře, na kterém může nepřítel nebo herní postava jezdit a využít výhody útoků z výšky. Podobně i v jiných hrách na hrdiny jako Fighting Fantasy, Dungeons and Dragons a Dragon's Dogma.
V knize Harry Potter a Ohnivý pohár (z roku 2000) zmiňuje v 15. kapitole Hermiona Grangerová, že při Turnaji tří kouzelnických škol v roce 1792 bylo jedním z úkolů soutěžících polapit kokatrici. Ta ale organizátorům utekla a vážně zranila ředitele všech tří škol. Následkem incidentu byl turnaj zrušen a zakázán až do roku 1994. Některé jazykové verze obsahují chybný překlad kokatrice z angličtiny a jsou zaměněny s baziliškem či okamií, což v těchto verzích způsobilo zmatky a nekonzistence vyprávění. Úkol polapit baziliška živého by byl životu extrémně nebezpečný, ne-li nemožný kvůli smrtonosnosti jeho pohledu, proti kterému nebylo žádné praktické obrany (kromě oslepení dříve, než se podívá), a to nejen pro soutěžící, ale i pro všechny přihlížející na tribunách, k čemuž by baziliškovi stačilo se jedinkrát podívat tím směrem. O skutečnosti, že chov bazilišků byl v kouzelnickém světě Harryho Pottera už od středověku zakázaný, ani nehovoříc. Ve hře Harry Potter: Quidditch World Cup z roku 2003 je bílá kokatrice na modrobéžovém podkladu držící koště použitá ve znaku francouzské famfrpálové reprezentace.
Ve videohře Boktai: The Sun Is in Your Hand z roku 2003 jsou kokatrice v Sol City nepřátelské vůči hráči.
Švédská Black metalová skupina Funeral Mist hraje píseň s názvem Cockatrice, jež je obsažena v jejich albu Hekatomb z roku 2018.
Kokatrice se pod českým překladem kurolišek vyskytuje ve fantasy sérii Zaklínač. Dále pak v tahové hře na hrdiny Orna: The GPS RPG.

## Heraldika

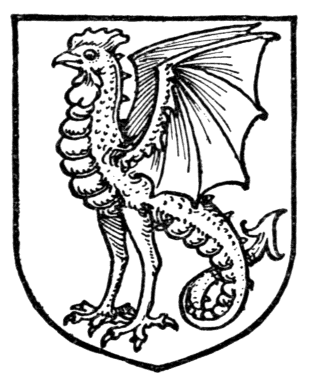
Kokatrice na erbu.

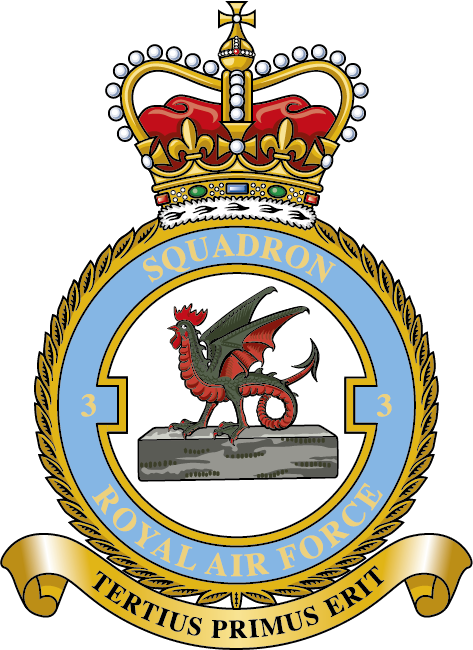
Kokatrice ve znaku 3. perutě RAF.

Anglický odborník přes heraldiku Arthur Fox-Davies uváděl, že se kokatrice na anglických erbech vyskytuje „poměrně vzácně“. A když už, tak velmi připomíná wyvernu s rozdílem, že má místo dračí hlavy kohoutí. Kohoutí hlava kokatrice je často vyobrazena s odlišným zbarvením hřebínku, laloků a zobáku, než jaké má zbytek těla. Kokatrice bývá běžně zaměňovaná za baziliška i v tomto oboru, ale Fox-Davies dává návod, jak je od sebe odlišit: erbovní bazilišek má ocas zakončen v dračí hlavě, ačkoliv neznal žádný znak, který by takového tvora zobrazoval. Podle něj jsou kokatrice v kontinentální Evropě běžně považovány pouze za draky.
Kokatrice však byla v rodovém znaku Langleyových sídlících v paláci Agecroft Hall v anglickém hrabství Lancashire minimálně od 14. století.
Je také zobrazená ve znaku 3. perutě RAF, bojové perutě britského královského letectva Royal Air Force.